# Temporada do Futbol Club Barcelona de 2018–19
O Futbol Club Barcelona, na temporada 2018–19, participou de quatro competições: La Liga (campeão), Copa del Rey (vice), Supercopa da Espanha (campeão) e UEFA Champions League (eliminado nas semis-finais).

## Uniforme
Fornecedor:
- Nike

Patrocinadores Principais:
- Rakuten
- UNICEF
- Beko

| 1ª Uniforme | 2ª Uniforme | 3ª Uniforme | 1ª |  | 2ª | 3ª | 4ª |

## Jogadores

### Elenco
Legenda:
- : Capitão
- : Prata da casa (Jogador da base)
- : Jogador suspenso
- : Jogador lesionado

### Transferências
| - : Jogadores que chegaram ou saíram sem custos | - : Jogadores que saíram após terem seus contratos rescindidos |

| Entradas             |      |                   |                |       |
| Jogador              | Pos. | Clube anterior    | Valor          | Ref.  |
| Arthur               | V    | Grêmio            | € 31 milhões   | [ 1 ] |
| Clément Lenglet      | Z    | Sevilla           | € 35,9 milhões | [ 2 ] |
| Malcom               | A    | Bordeaux          | € 41 milhões   | [ 3 ] |
| Arturo Vidal         | V    | Bayern de Munique | Não revelado   | [ 4 ] |
| Jeison Murillo       | Z    | Valencia          | € 2 milhões    | [ 5 ] |
| Kevin-Prince Boateng | M    | Sassuolo          | € 1 milhão     | [ 6 ] |
| Jean-Clair Todibo    | V    | Toulouse          | € 1 milhão     | [ 8 ] |

| Saídas           |      |                      |                |               |
| Jogador          | Pos. | Novo clube           | Valor          | Ref.          |
| Gerard Deulofeu  | A    | Watford              | € 13 milhões   | [ 10 ]        |
| Paulinho         | V    | Guangzhou Evergrande | N/A            | [ 11 ]        |
| Douglas          | LD   | Sivasspor            | N/A            | [ 12 ]        |
| Adrián Ortolá    | G    | Deportivo La Coruña  | N/A            | [ 14 ]        |
| Lucas Digne      | LE   | Everton              | € 20,2 milhões | [ 16 ]        |
| Aleix Vidal      | LD   | Sevilla              | € 8,5 milhões  | [ 18 ]        |
| Yerry Mina       | Z    | Everton              | € 30,2 milhões | [ 20 ]        |
| André Gomes      | M    | Everton              | € 2,2 milhões  | [ 21 ] [ 22 ] |
| Marlon           | Z    | Sassuolo             | € 6 milhões    | [ 24 ]        |
| Munir El Haddadi | A    | Sevilla              | € 1 milhão     | [ 25 ] [ 26 ] |
| Paco Alcácer     | A    | Borussia Dortmund    | € 23 milhões   | [ 28 ]        |
| Denis Suárez     | M    | Arsenal              | N/A            | [ 30 ]        |

## Estatísticas

### Desempenho da equipe
Atualizado até 5 de fevereiro de 2019

#### Desempenho geral
| Técnico          | J | V | E | D | GP | GS | SG | % |
| ---------------- | - | - | - | - | -- | -- | -- | - |
| Ernesto Valverde |   |   |   |   |    |    |    |   |

#### Como mandante
| Técnico          | J | V | E | D | GP | GS | SG | % |
| ---------------- | - | - | - | - | -- | -- | -- | - |
| Ernesto Valverde |   |   |   |   |    |    |    |   |

#### Como visitante
| Técnico          | J | V | E | D | GP | GS | SG | % |
| ---------------- | - | - | - | - | -- | -- | -- | - |
| Ernesto Valverde |   |   |   |   |    |    |    |   |

### Artilharia
Atualizado até 5 de fevereiro de 2019
| #          | Jogador           | Gols | La Liga | Copa del Rey | Champions League | Supercopa da Espanha |
| ---------- | ----------------- | ---- | ------- | ------------ | ---------------- | -------------------- |
| 1º         | Lionel Messi      | 29   | 21      | 2            | 6                | 0                    |
| 2º         | Luis Suárez       | 16   | 15      | 1            | 0                | 0                    |
| 3º         | Ousmane Dembélé   | 13   | 8       | 2            | 2                | 1                    |
| 4º         | Philippe Coutinho | 8    | 4       | 3            | 1                | 0                    |
| 5º         | Gerard Piqué      | 5    | 3       | 0            | 1                | 1                    |
| 6º         | Ivan Rakitić      | 4    | 2       | 1            | 1                | 0                    |
| 7º         | Malcom            | 2    | 0       | 1            | 1                | 0                    |
| 7º         | Jordi Alba        | 2    | 1       | 0            | 1                | 0                    |
| 7º         | Arturo Vidal      | 2    | 2       | 0            | 0                | 0                    |
| 10º        | Nélson Semedo     | 1    | 1       | 0            | 0                | 0                    |
| 10º        | Rafinha           | 1    | 0       | 0            | 1                | 0                    |
| 10º        | Clément Lenglet   | 1    | 0       | 1            | 0                | 0                    |
| 10º        | Sergi Roberto     | 1    | 0       | 1            | 0                | 0                    |
| 10º        | Carles Aleñá      | 1    | 1       | 0            | 0                | 0                    |
| –          | Denis Suárez      | 2    | 0       | 2            | 0                | 0                    |
| –          | Munir El Haddadi  | 2    | 1       | 1            | 0                | 0                    |
| Gol-contra | Gol-contra        | 1    | 1       | 0            | 0                | 0                    |
| TOTAL      | TOTAL             | 91   | 60      | 15           | 14               | 2                    |

### Hat-tricks
| Jogador      | Contra        | Resultado | Data                   | Competição        | Ref    |
| ------------ | ------------- | --------- | ---------------------- | ----------------- | ------ |
| Lionel Messi | PSV Eindhoven | 4–0       | 18 de setembro de 2018 | Liga dos Campeões | [ 31 ] |
| Luis Suárez  | Real Madrid   | 5–1       | 28 de dezembro de 2018 | La Liga           | [ 32 ] |
| Lionel Messi | Levante       | 5–0       | 16 de dezembro de 2018 | La Liga           | [ 33 ] |

## Pré-temporada

### International Champions Cup
Vitória
      Empate
      Derrota
| 28 de julho 1ª partida            | Barcelona                   | 2 – 2 (5–3 pen.)            | Tottenham              | Pasadena, Estados Unidos                                    |  |
| 20:00                             | El Haddadi 15' · Arthur 29' | Relatório                   | 73' Son · 75' N'Koudou | Estádio: Rose Bowl Público: 66 805 Árbitro: USA Kevin Stott |  |
|                                   |                             | Penalidades                 |                        |                                                             |  |
| Palencia Ruiz Monchu Riqui Malcom |                             | Son Davies Georgiou Sánchez |                        |                                                             |  |

| 31 de julho 2ª partida | Barcelona               | 2 – 4     | Roma                                                               | Arlington, Estados Unidos                                             |  |
| 21:00                  | Rafinha 6' · Malcom 49' | Relatório | 35' El Shaarawy · 78' Florenzi · 83' Cristante · 86' (pen) Perotti | Estádio: AT&T Stadium Público: 54 276 Árbitro: USA José Carlos Rivero |  |

| 4 de agosto 3ª partida | Milan             | 1 – 0     | Barcelona | Santa Clara, Estados Unidos                                           |  |
| 17:00                  | André Silva 90+3' | Relatório |           | Estádio: Levi's Stadium Público: 51 391 Árbitro: USA Baldomero Toledo |  |

### Troféu Joan Gamper
| 15 de agosto Jogo único | Barcelona                                                       | 3 – 0     | Boca Juniors | Barcelona, Espanha                                              |  |
| 18:15                   | Malcom 18' · Vidal 33' · Messi 39' · Rafinha 67' · Busquets 80' | Relatório |              | Estádio: Camp Nou Público: 70 089 Árbitro: ESP Undiano Mallenco |  |

## Competições
Vitória
      Empate
      Derrota

### Supercopa da Espanha
| 12 de agosto Jogo único | Sevilla                                                       | 1 – 2     | Barcelona                                                                  | Tânger, Marrocos                                                         |  |
| 22:00 CEST              | Sarabia 9' · Vázquez 24' · Roque Mesa 69' · Aleix Vidal 90+4' | Relatório | 16' Busquets · 42' Piqué · 78' O. Dembélé · 90' Ter Stegen · 90+2' Lenglet | Estádio: Stade Ibn Batouta Público: 40 000 Árbitro: ESP Del Cerro Grande |  |

### Supercopa de Catalunha
| 6 de março Jogo único | Barcelona | 0 – 1 | Girona | Sabadell                                         |  |
| 18:45 CET             |           |       |        | Estádio: Estadi de la Nova Creu Alta Árbitro: ND |  |

### Copa del Rey
Vitória
      Empate
      Derrota

#### Fase de 32-avos
| 31 de outubro Jogo de Ida | Cultural Leonesa                                                                              | 0 – 1     | Barcelona                   | Leão                                                                   |  |
| 21:30 CET                 | S. González 26' Escalante 53' Calvo 78' Palatsí 82' Ortiz 83' Garrido 90' Marcos 90+4', 90+4' | Relatório | 41' Miranda · 90+1' Lenglet | Estádio: Reino de León Público: 10 873 Árbitro: ESP Mario Melero López |  |

| 5 de dezembro Jogo de Volta | Barcelona                                                 | 4 – 1 (5–1 agr.) | Cultural Leonesa | Barcelona                                                               |  |
| 21:30 CET                   | Munir 18' · D. Suárez 26', 70' · Miranda 36' · Malcom 43' | Relatório        | 54' Señé         | Estádio: Camp Nou Público: 76 398 Árbitro: ESP Alberto Undiano Mallenco |  |

#### Oitavas de final
| 10 de janeiro Jogo de Ida | Levante                                         | 2 – 1     | Barcelona                                                                | Valência                                                                      |  |
| 21:30 CET                 | Cabaco 4', 49' · Mayoral 18', 90+3' · Prcić 41' | Relatório | 22' Murillo · 39' Aleñá · 43' Chumi · 74' Busquets · 85' (pen.) Coutinho | Estádio: Ciutat de València Público: 17 614 Árbitro: ESP De Burgos Bengoetxea |  |

| 17 de janeiro Jogo de Volta | Barcelona                                                | 3 – 0 (4–2 agr.) | Levante                                      | Barcelona                                                                  |  |
| 21:30 CET                   | Dembélé 30', 31' · Rakitić 43' · Murillo 45' · Messi 54' | Relatório        | 33' Postigo 75' Cabaco 84' Prcić 90+2' Róber | Estádio: Camp Nou Público: 42 838 Árbitro: ESP José María Sánchez Martínez |  |

#### Quarta de final
| 23 de janeiro Jogo de Ida | Sevilla                                  | 2 – 0     | Barcelona      | Sevilha                                                                             |  |
| 21:30 CET                 | Sarabia 58' · Gómez 74' · Ben Yedder 76' | Relatório | 84' Jordi Alba | Estádio: Ramón Sánchez Pizjuán Público: 38 403 Árbitro: ESP Carlos del Cerro Grande |  |

| 30 de janeiro Jogo de Volta | Barcelona                                                                            | 6 – 1 (6–3 agr.) | Sevilla                                        | Barcelona                                                                  |  |
| 21:30 CET                   | Coutinho 13' (pen.), 53' · Suárez 30', 89' · Rakitić 31' · Roberto 54' · Messi 90+2' | Relatório        | 30' Mesa · 34' Carriço · 67' Arana · 72' Gómez | Estádio: Camp Nou Público: 58 050 Árbitro: ESP José María Sánchez Martínez |  |

#### Semifinais
| 6 de fevereiro Jogo de Ida | Barcelona                                                         | 1 – 1     | Real Madrid                          | Barcelona                                                          |  |
| 21:00 CET                  | Semedo 43' · Suárez 56' · Malcom 57' · Jordi Alba 58' · Vidal 88' | Relatório | 6' Vázquez · 10' Ramos · 57' Marcelo | Estádio: Camp Nou Público: 92 008 Árbitro: ESP Antonio Mateu Lahoz |  |

| 27 de fevereiro Jogo de Volta | Real Madrid              | 0 – 3 (1–4 agr.) | Barcelona                                                    | Madrid                                                                              |  |
| 21:00 CET                     | Vázquez 58' Casemiro 72' | Relatório        | 50', 73' (pen) Suárez · 65' Sergio · 69' Varane · 81' Semedo | Estádio: Santiago Bernabéu Público: 80 472 Árbitro: ESP José María Sánchez Martínez |  |

#### Final
| 25 de maio Jogo único | Barcelona | – | Valencia | Sevilla                    |  |
| --:-- CET             |           |   |          | Estádio: Benito Villamarín |  |

### Liga dos Campeões da UEFA

#### Fase de grupos
| Pos | Equipe         | Pts | J | V | E | D | GP | GC | SG |                                  |  | BAR | TOT | INT | PSV |
| --- | -------------- | --- | - | - | - | - | -- | -- | -- | -------------------------------- |  | --- | --- | --- | --- |
| 1   | Barcelona      | 14  | 6 | 4 | 2 | 0 | 14 | 5  | +9 | Classificado às oitavas de final |  | —   | 1–1 | 2–0 | 4–0 |
| 2   | Tottenham      | 8   | 6 | 2 | 2 | 2 | 9  | 10 | −1 | Classificado às oitavas de final |  | 2–4 | —   | 1–0 | 2–1 |
| 3   | Internazionale | 8   | 6 | 2 | 2 | 2 | 6  | 7  | −1 | Transferido para Liga Europa     |  | 1–1 | 2–1 | —   | 1–1 |
| 4   | PSV Eindhoven  | 2   | 6 | 0 | 2 | 4 | 6  | 13 | −7 | Eliminado                        |  | 1–2 | 2–2 | 1–2 | —   |

1. 1 2  Gols fora de casa: Tottenham Hotspur 1, Inter de Milão 0.

#### Partidas
Vitória
      Empate
      Derrota
| 18 de setembro 1ª rodada | Barcelona                                           | 4 – 0     | PSV Eindhoven             | Barcelona, Espanha                                                     |  |
| 18:55 CEST               | Messi 32', 77', 87' · Umtiti 55', 79' · Dembélé 75' | Relatório | 30' Viergever 57' De Jong | Estádio: Camp Nou Público: 73 462 Árbitro: GRE Anastasios Sidiropoulos |  |

| 3 de outubro 2ª rodada | Tottenham                                                                     | 2 – 4     | Barcelona                                                            | Londres, Inglaterra                                                   |  |
| 21:00 CEST             | Aiderweireld 14' · Wanyama 41' · Lamela 43', 66' · Kane 52', 74' · Dier 90+3' | Relatório | 2' Coutinho · 28' Rakitić · 56', 90' Messi · 59' Arthur · 71' Sergio | Estádio: Estádio de Wembley Público: 82 137 Árbitro: GER Felix Zwayer |  |

| 24 de outubro 3ª rodada | Barcelona                           | 2 – 0     | Internazionale                         | Barcelona, Espanha                                            |  |
| 21:00 CEST              | Rafinha 32' · Suárez 62' · Alba 83' | Relatório | 73' Brozović 74' Škriniar 85' Martínez | Estádio: Camp Nou Público: 86 290 Árbitro: ROU Ovidiu Hațegan |  |

| 6 de novembro 4ª rodada | Internazionale                          | 1 – 1     | Barcelona                | Milão, Itália                                                                  |  |
| 21:00 CEST              | Brozović 84' · Icardi 87' · Perišić 88' | Relatório | 43' Rakitić · 83' Malcom | Estádio: Estádio Giuseppe Meazza Público: 70 915 Árbitro: POL Szymon Marciniak |  |

| 28 de novembro 5ª rodada | PSV Eindhoven                                  | 1 – 2     | Barcelona                                     | Eindhoven, Holanda                                                   |  |
| 21:00 CEST               | Hendrix 25' · de Jong 83', 84' · Gutiérrez 83' | Relatório | 61' Messi · 70', 90+3' Piqué · 86' Jordi Alba | Estádio: Philips Stadion Público: 34 600 Árbitro: CZE Pavel Královec |  |

| 11 de dezembro 6ª rodada | Barcelona               | 1 – 1     | Tottenham                     | Barcelona, Espanha                                           |  |
| 21:00 CEST               | Dembélé 7' · Semedo 68' | Relatório | 15' Walker-Peters · 85' Lucas | Estádio: Camp Nou Público: 69 961 Árbitro: SRB Milorad Mažić |  |

#### Fase final

##### Oitavas de final
| 19 de fevereiro Jogo de Ida | Lyon                | 0 – 0     | Barcelona                 | Décines-Charpieu, França                                                   |  |
| 21:00 (UTC+1)               | Aouar 3' Dubois 33' | Relatório | 80' S. Roberto 88' Semedo | Estádio: Parc Olympique Lyonnais Público: 57 889 Árbitro: TUR Cüneyt Çakır |  |

| 13 de março Jogo de Volta | Barcelona | 5 – 1     | Lyon | Barcelona, Espanha            |  |
| 21:00 (UTC+1)             |           | Relatório |      | Estádio: Camp Nou Árbitro: ND |  |

##### Quartas de final
| 10 de março Jogo de Ida | Manchester United | 0 – 1 | Barcelona | Manchester, Inglaterra                             |  |
| 21:00 (UTC+2)           |                   |       |           | Estádio: Old Trafford Árbitro: ITA Gianluca Rocchi |  |

| 16 de março Jogo de Volta | Barcelona | 3 – 0 | Manchester United | Barcelona, Espanha                         |  |
| 21:00 (UTC+2)             |           |       |                   | Estádio: Camp Nou Árbitro: GER Felix Brych |  |

##### Semi-final
| 1 de maio Jogo de Ida | Barcelona | v | Liverpool | Barcelona, Espanha |  |
| 21:00 (UTC+2)         |           |   |           | Estádio: Camp Nou  |  |

| 7 de maio Jogo de Volta | Liverpool | v | Barcelona | Liverpool, Inglaterra        |  |
| 21:00 (UTC+2)           |           |   |           | Estádio: Anfield Árbitro: ND |  |